# Ekawa
Ekawa (łot. Iecava, niem. hist. Eckau) – miasto w novadsie Bauska, na Łotwie. Położone 45 km na południe od Rygi. W 2019 roku miasto liczyło 5660 mieszkańców. Przez miasto przebiegają droga magistralna A7 i trasa europejska E67 oraz przepływa rzeka Ekawa.
W Ekawie znajduje się urząd miasta, liceum, dwa przedszkola, szkoła muzyczna, szkoła sportowa, kościół luterański, kościół katolicki i budowany kościół prawosławny. W pobliżu zlokalizowana jest stacja kolejowa Ekawa, położona na linii Jełgawa - Krustpils.

## Historia
Miasto założył Johann Freytag von Loringhoven w 1492 roku. W 1812 roku miała tu miejsce jedna z bitew podczas inwazji Napoleona na Rosję. W latach 2009–2021 siedziba novadsu Ekawa.